# E. F. Varez
Emmanuel François Varez dit E. F. Varez (né à Paris le 17 octobre 1780 et mort à Paris 16e le 8 septembre 1866) est un auteur dramatique et romancier français.

## Biographie
Fils d'un épicier du quartier des Marchés, il était régisseur des théâtres de l'Ambigu-Comique et de la Gaîté et ses pièces ont été représentées, à quelques exceptions près, sur les planches de ces deux théâtres.

## Œuvres
Œuvre théâtrale
- 1803 : Le Gourmand puni, comédie en 1 acte, au théâtre de l'Ecole Dramatique (26 octobre)
- 1804 : Une journée de Frédéric II, roi de Prusse, comédie-anecdote, en un acte et en prose, avec Bernard Dieulafoy, au théâtre de la Cité (15 avril)
- 1804 : La Fille coupable, repentante, mélodrame en trois actes, à grand spectacle, orné de chants, danses, pantomimes, musique d'Adrien Quaisain, au théâtre de l'Ambigu (23 juillet)
- 1808 : Métusko, ou les Polonais, mélodrame en trois actes, à spectacle, tiré du roman de Pigault-Lebrun, avec Armand Séville, au théâtre de la Gaîté (23 juillet)
- 1810 : Frédéric duc de Nevers, mélodrame en trois actes, avec Jean-Baptiste Mardelle, au théâtre de l'Ambigu (25 juillet)
- 1810 : Hilberge l'amazone, ou les Monténégrins, pantomime en trois actes, avec Jean-Guillaume-Antoine Cuvelier, musique d'Adrien Quaisain, au théâtre de l'Ambigu (6 décembre)
- 1812 : Herminie, ou la Chaumière allemande, mélodrame en trois actes, à spectacle, avec Emile Rousseau, musique de MM Quaisain et Lanusse, au théâtre de l'Ambigu (19 septembre)
- 1813 : Laissez-moi faire, ou la Soubrette officieuse, vaudeville en un acte, avec Armand Séville
- 1813 : Une vengeance de l'amour, ballet-pantomime en un acte, à spectacle, musique de Lanusse, au théâtre de l'Ambigu (mars)
- 1814 : Vive la paix ! ou le Retour au village, impromptu en un acte, mêlé de chants et de danses, avec Antoine-Marie Coupart, au théâtre de l'Ambigu (4 mai)
- 1815 : Voilà notre bouquet ! ou le Cabinet littéraire, impromptu-vaudeville en un acte, avec Coupart, au théâtre de l'Ambigu (31 juillet)
- 1815 : Le Troubadour portugais, mélodrame en trois actes, à spectacle, avec Théodore d'Hargeville et Paul de Kock, au théâtre de l'Ambigu (7 novembre)
- 1817 : Retournons à Paris, comédie en un acte, mêlée de vaudevilles, avec Aimé Desprez, au théâtre de l'Ambigu (4 décembre)
- 1818 : Les Deux Fugitifs, comédie en deux actes, avec Hippolyte et Edouard Magnien, au théâtre de l'Ambigu (29 octobre)
- 1819 : L'Ours et l'Enfant, ou la Fille bannie, mimodrame en 3 actes, avec Cuvelier, musique de Sergent, au Cirque-Olympique (19 octobre)
- 1819 : Calas, drame en trois actes et en prose, avec Victor Ducange, au théâtre de l'Ambigu (20 novembre)
- 1820 : Le Mari confident, comédie-vaudeville en un acte, avec Armand Overnay et Jean-François-Constant Berrier, au théâtre de l'Ambigu (2 août)
- 1820 : Sigismond, ou les Rivaux illustres, mélodrame en trois actes et à spectacle, avec Philippe-Jacques de Laroche, au théâtre de l'Ambigu (6 octobre)
- 1821 : La Famille irlandaise, mélodrame en trois actes, avec Théodore Nézel, musique d'Adrien Quaisain, au théâtre de l'Ambigu (22 mars)
- 1821 : Le Baptême, ou la Double Fête, vaudeville en un acte, avec Coupart, au théâtre de l'Ambigu (28 avril)
- 1822 : Élodie, ou la Vierge du monastère, mélodrame en trois actes imité du Solitaire de M. d'Alincourt, avec Victor Ducange, musique d'Adrien Quaisain, au théâtre de l'Ambigu (10 janvier)
- 1822 : L'Inconnu, ou les Mystères, mélodrame en trois actes, avec Mathias Morisot et Auguste-Louis-Désiré Boulé, musique d'Adrien Quaisain (30 mai)
- 1822 : Un trait de bienfaisance, ou la Fête d'un bon maire, à l'occasion de la Saint Louis, à-propos en un acte mêlé de couplets, avec Coupart, au théâtre de l'Ambigu (24 août)
- 1822 : Adieu la Chaussée-d'Antin, comédie en un acte, mêlée de couplets, avec Hippolyte Magnien, au théâtre de l'Ambigu (17 octobre)
- 1823 : La Poule aux œufs d'or, ou l'Amour et la fortune, comédie-féerie en un acte, mêlée de vaudevilles, avec Georges Touchard-Lafosse, au théâtre de l'Ambigu (2 janvier)
- 1824 : Entre chien et loup, comédie en un acte et en prose, avec Hippolyte Magnien, au théâtre de l'Ambigu (18 mars)
- 1824 : Le Retour d'un brave, vaudeville en un acte pour la fête du Roi, avec Coupart et Jacquelin, au théâtre de l'Ambigu (24 août)
- 1824 : La Fête d'automne, tableau villageois en un acte mêlé de vaudevilles, avec Coupart et Jacquelin, au théâtre de l'Ambigu (4 novembre)
- 1825 : Le Petit Postillon de Fimes, ou Deux Fêtes pour une, à-propos historique en un acte, à l'occasion de la fête de Sa Majesté, avec Coupart et Jacquelin, au théâtre de l'Ambigu (4 novembre)
- 1826 : Le Fils de l'invalide, pièce en un acte, mêlée de couplets, à l'occasion de la fête de Sa Majesté, avec Coupart, au théâtre de l'Ambigu (3 novembre)
- 1828 : La Demoiselle et la Paysanne, comédie en un acte et en prose, avec Théodore Nézel, au théâtre de la Gaîté (23 août)
- 1828 : Les Lanciers et les Marchandes de modes, pièce en un acte, mêlée de couplets, avec Benjamin Antier, Théodore Nézel et Armand Overnay, au théâtre de la Gaîté (3 novembre)
- 1829 : La Comédie au château, pièce en un acte, mêlée de couplets, avec Coupart et Jacques-André Jacquelin, au théâtre Comte (26 mai)
- 1830 : John Bull, ou le Chaudronnier anglais, pièce en deux actes, avec Théodore Nézel et Armand Overnay, musique de M. Bellon, au théâtre de la Gaîté (9 août)
- 1832 : Tout pour ma fille, drame-vaudeville en trois actes, mêlé de couplets, tiré des Contes de l'atelier, avec Charles Henri Ladislas Laurençot, Lubize et Petit, au théâtre de la Gaîté (24 juillet)
- 1833 : Le Tartufe de village, vaudeville en un acte, avec Lubize et Petit, au théâtre de la Gaîté (18 septembre)
- 1834 : Chambre à louer, comédie-vaudeville en un acte, en prose, au théâtre de l'Ambigu (5 novembre)
- 1834 : Le Fils de Ninon, drame en trois actes, mêlé de chants, avec Jacques-Arsène-François-Polycarpe Ancelot et Hippolyte Rimbaut, musique de M. Léon, au théâtre de la Gaîté (23 janvier)
- 1839 : Eustache, folie-vaudeville en un acte, avec Auguste Duchatelard, au théâtre Saint-Marcel (5 septembre).

Œuvre romanesque
- Le Criminel invisible, 2 tomes, Paris, Lacourière, 1807
- Frédéric de Guéréhard, duc de Lorraine, 2 tomes, Paris, Masson, 1808
- L'Homme de la forêt, 2 tomes, Paris, Collin, 1808
- Le Jour fatal, Bouquin de La Souche, 1826
- Le Château d'Oppenheim, Paris, Bibliothèque des romans nouveaux, 1834
- Une partie de campagne, Paris, Bibliothèque des romans nouveaux, 1834